# Parecag
Parecag (italijansko Parezzago) je razloženo, večinoma urbanizirano naselje z več kot 1.000 prebivalci v Slovenski Istri, ki upravno spada pod Občino Piran. H kraju spadajo tudi zaselki Čedola, Gocan, Gorgo, Nargocan in Špilugola.
Naselje se nahaja na območju, kjer avtohtono živijo pripadniki italijanske narodne skupnosti in kjer je poleg slovenščine uradni jezik tudi italijanščina.
Naselje je na zahodnih in južnih prisojnih pobočjih griča Kaštelir, na jugozahodu flišnatega Šavrinskega gričevja, nad dolinico Jernejskega potoka. Mimo naselja je speljana magistralna cesta G2-111 (Koper-Sečovlje), ki povezuje Lucijo s Sečovljami.
Parecag je samostojno naselje od leta 1955, pred tem je spadal pod naselji Korte in Sečovlje.
V nekdanjem kmečkem naselju, katerega prebivalci so se ukvarjali s pridelavo zgodnjih vrtnin, sadja in z oljkarstvom, je kmetijstvo danes večinoma le dopolnilna dejavnost. V Parecagu je podružnična cerkev sv. Križa, ki spada pod župnijo Sečovlje.